# Абдиров, Нуркен Абдирович

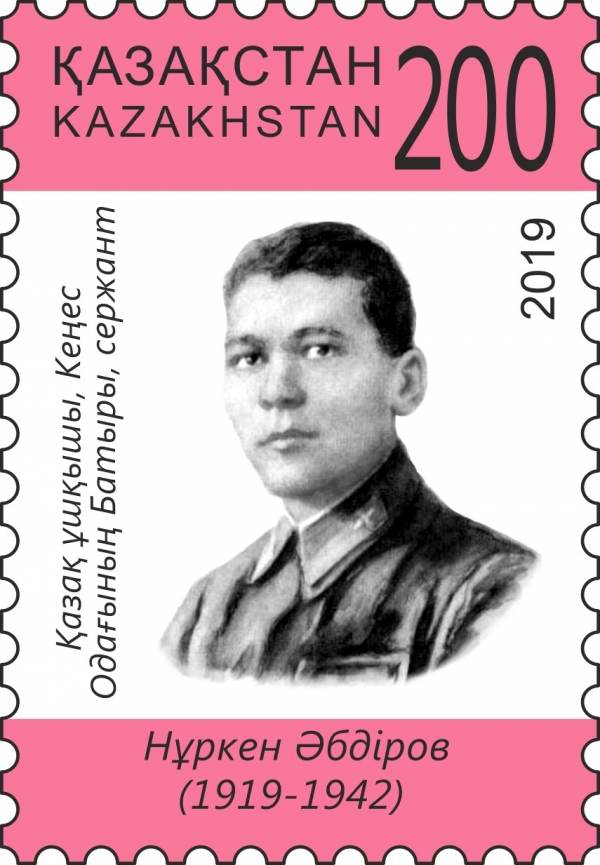

Нурке́н Абди́рович Абди́ров (каз. Нұркен Әбдіров; 9 августа 1919 — 19 декабря 1942) — советский военный лётчик, сержант. Герой Советского Союза.

## Биография
Родился 9 августа 1919 года в бывшем ауле № 3589 (аул № 5) Каркаралинский уезд, Семипалатинская область, РСФСР.
По национальности — казах. Происходит из подрода Сарым рода Каракесек племени Аргын.
Получив неполное среднее образование, Нуркен Абдирович Абдиров работал в колхозе.
В 1940 году призван в ряды РККА. Окончил 1-ю Чкаловскую военно-авиационную школу пилотов имени К. Е. Ворошилова (в г. Чкалов) в 1941 году. В этом же году вступил в ряды ВКП(б).
На фронте с 28 октября 1942 года. Служил летчиком в 808-м штурмовом авиационном полку 267-й штурмовой авиационной дивизии 1-го смешанного авиационного корпуса 17-й воздушной армии Юго-Западного фронта.
В первые годы Великой Отечественной войны за 16 боевых вылетов на своём самолёте Ил-2 уничтожил несколько танков и более 20 автомашин.
19 декабря 1942 года при штурмовке позиций противника у хутора Коньков (Боковский район Ростовской области) его самолёт получил прямое попадание в мотор и загорелся. Понимая, что шансов дотянуть до своих нет, Абдиров направил горящую машину в колонну вражеских танков.
Вместе с ним погиб воздушный стрелок младший сержант Александр Комиссаров, отказавшийся покинуть горящую машину.
Указом Президиума Верховного Совета СССР «О присвоении звания Героя Советского Союза начальствующему и рядовому составу Красной Армии» от 31 марта 1943 года за «образцовое выполнение боевых заданий командования на фронте борьбы с немецкими захватчиками и проявленные при этом отвагу и геройство» удостоен звания Героя Советского Союза (посмертно).
Похоронен в хуторе Коньков. Мать героя Багжан была избрана почётной казачкой станицы Боковская.
В годы войны на средства заключённых Карлага был построен и участвовал в боях самолёт «Нуркен Абдиров».

## Награды
- Герой Советского Союза (31 марта 1943 года посмертно).
- Орден Ленина (31 марта 1943 года посмертно).

## Память

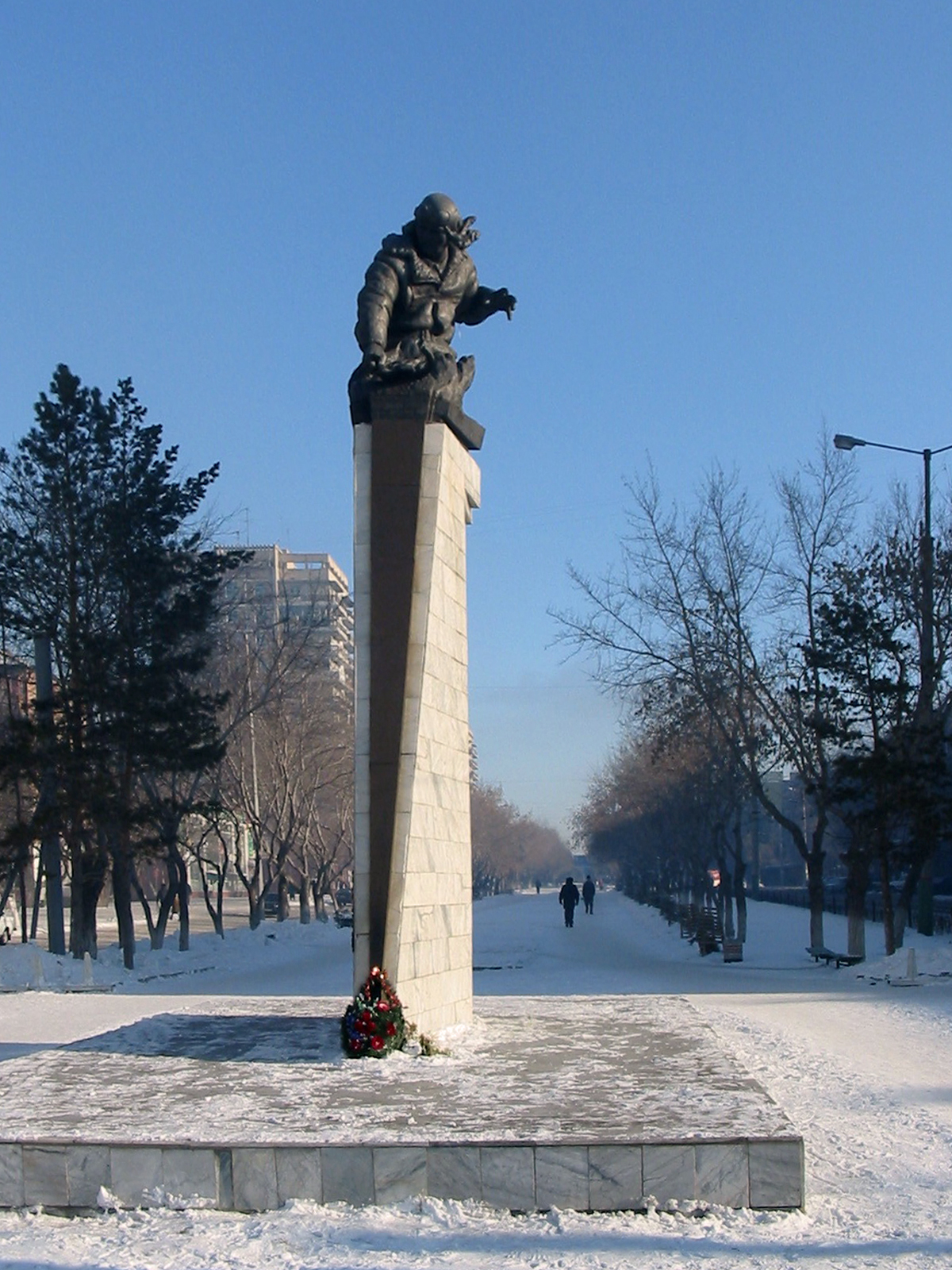
Памятник Нуркену Абдирову в Караганде

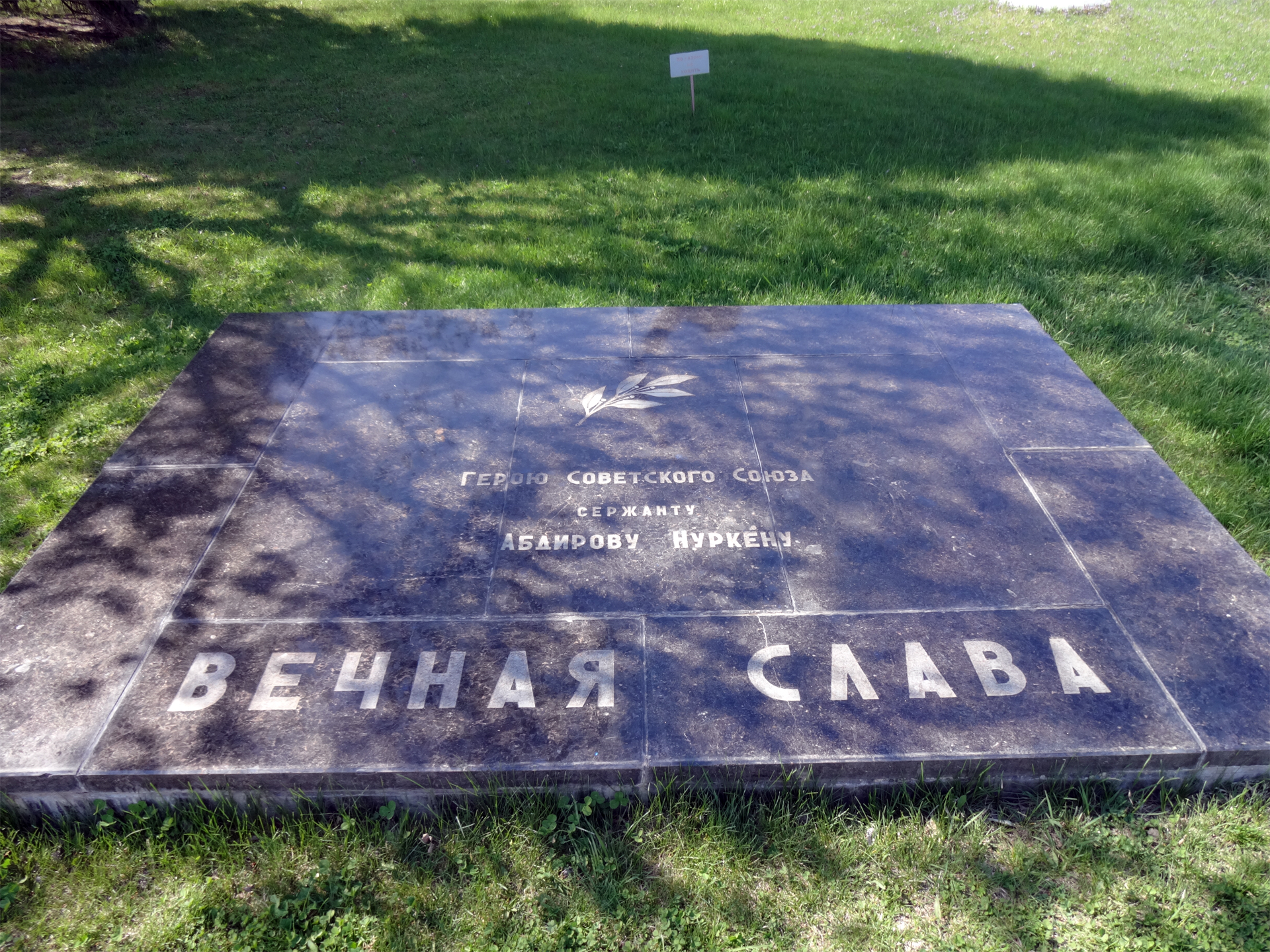
Мемориальная плита Нуркену Абдирову на Мамаевом кургане

Дворец спорта имени Нуркена Абдирова в Караганде

- В Караганде установлен памятник авторства члена Союза художников СССР и КазССР скульптора Юрия Гуммеля и скульптора Анатолия Билык[3].
- Именем лётчика был назван один из проспектов Караганды и улица Алма-Аты[3]. В Караганде улица, идущая рядом с проспектом имени Нуркена Абдирова, названа именем Александра Комиссарова, стрелка, погибшего вместе с Нуркеном.
- В с. Нуркен Каркаралинского района установлен бюст Н. Абдирову, открытый в 2003 году в честь 58-летия Великой Победы. Автор проекта — С. Аманбаев. Скульпторы — А. П. Билык, Ю. В. Гуммель.
- В Волгограде на Мамаевом кургане установлена мемориальная доска из чёрного мрамора, на которой высечено его имя.
- В станице Боковской (Боковский район Ростовской области) на мемориале «Герои не умирают» установлен бюст.
- В хуторе Коньков Боковского района Ростовской области на братской могиле, где захоронены останки воинов павших при освобождении хутора, на памятной табличке увековечено его имя.
- Нуркену Абдирову посвящена поэма «Крылатый казах» (1947) казахского советского писателя Сапаргали Бегалина[8].
- В 2019 году выпущена почтовая марка, посвящённая герою.